# Fields of the Nephilim
I Fields of the Nephilim sono un gruppo musicale inglese, fra i maggiori esponenti del genere gothic rock di fine anni ottanta.

## Storia del gruppo

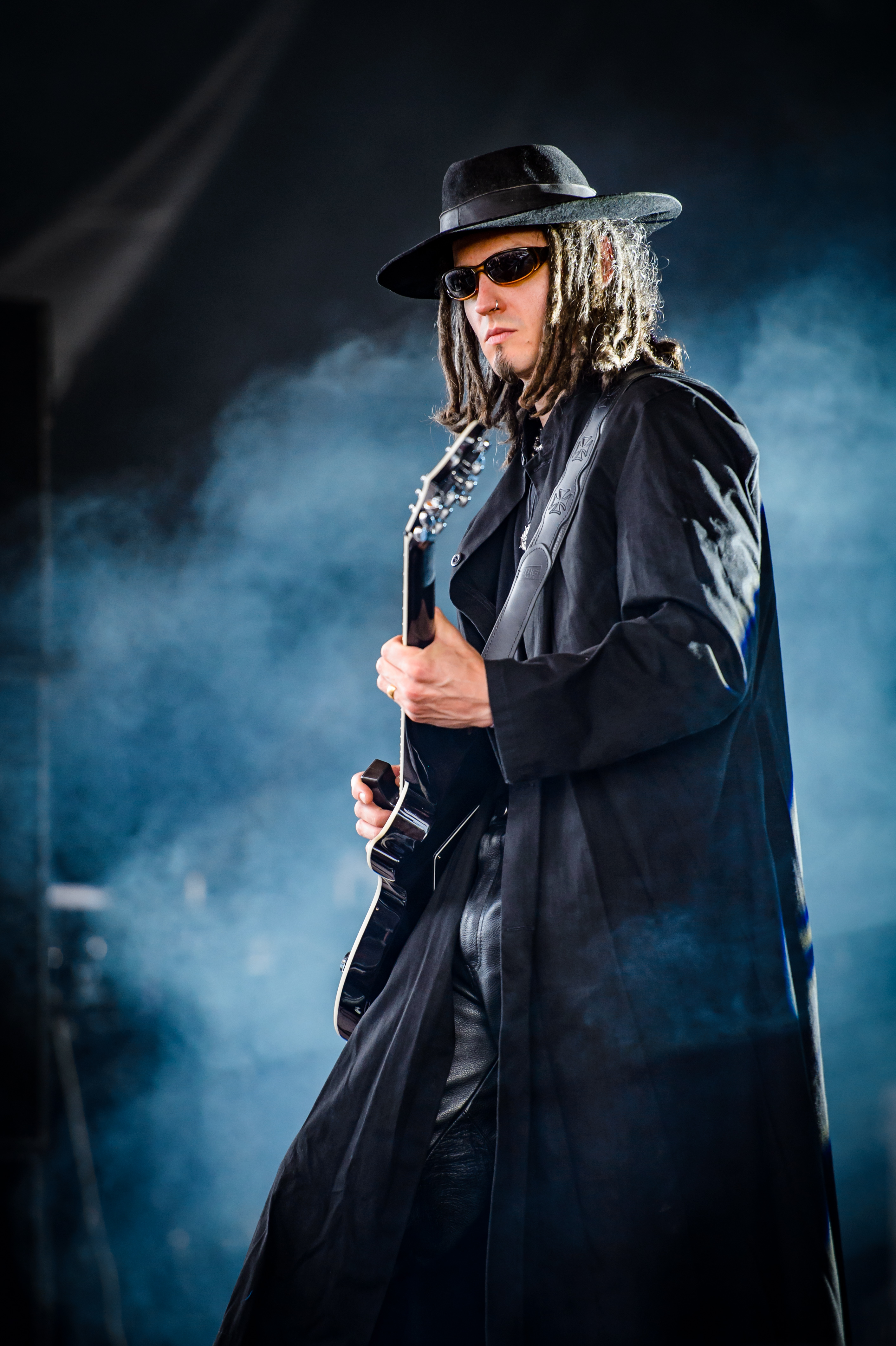
Gavin King

Nata a Stevenage nel 1984, la formazione originaria comprendeva il cantante Carl McCoy, il sassofonista Gary Whisker, il bassista Tony Pettitt, il chitarrista Paul Wright e il fratello batterista Alexander "Nod" Wright. Subito dopo la pubblicazione dell'EP Burning the Fields, avvenuta nel 1985, Whisker abbandona la band ed entra in formazione un secondo chitarrista: Peter Yates. Viene, quindi, la volta dell'altro EP Returning to Gehenna (1986).
Arrivano, poi, in successione tre album in studio pubblicati dalla Beggars Banquet: Dawnrazor, The Nephilim e Elizium. Dopo l'album dal vivo Earth Inferno, uscito nel 1991, la band si scioglie. Il cantante Carl McCoy, successivamente, diede vita al progetto industrial/death/gothic metal Nefilim mentre, gli altri componenti formarono i Rubicon assieme a Andy Delany alla voce. Del ’93 è la compilation Revelations, sempre per la Beggars Banquet.

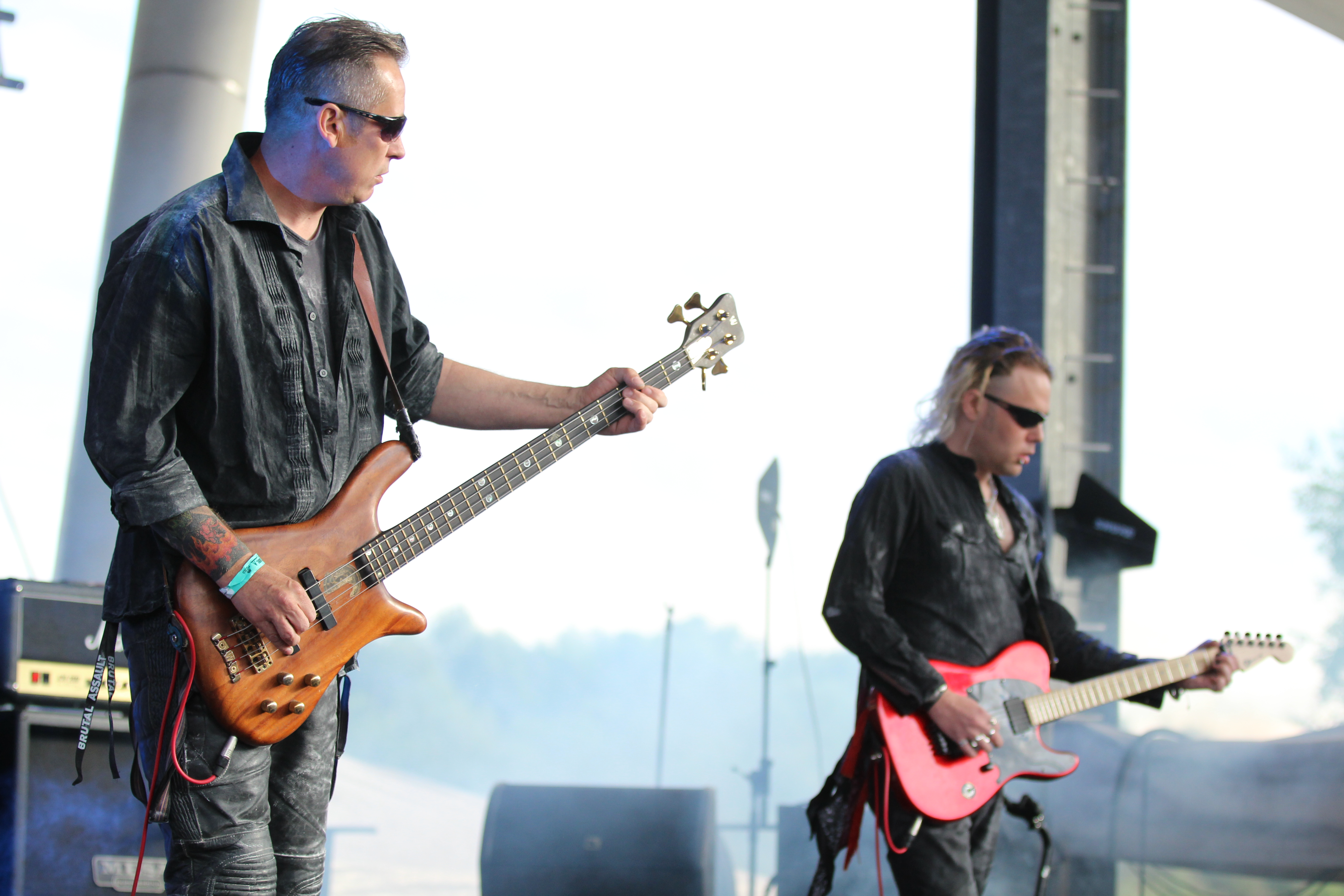
Tony Pettit e Tom Edwards al Blackfield 2014

Nel 1997 Pettitt e McCoy annunciarono che sarebbero tornati a lavorare insieme. Ma, dopo una vaga reunion, nel 2002 i due pubblicano il cosiddetto quarto album: Fallen. A detta della stessa band, non proprio un disco autorizzato: contiene tutte le tracce del periodo ’97/’01. Nei tre anni successivi il vocalist, insieme al polistrumentista John "Capachino" Carter, registra Mourning Sun, verrà pubblicato nel 2005. Il resto della formazione originaria si divise, invece, tra i Last Rites e gli NFD.
Nell'aprile del 2012 esce il doppio disco dal vivo Ceromonies, incluso anche un DVD contenente una selezione di brani tratti dall'album. Le registrazioni risalgono ai concerti tenuti a Londra il 12 e 13 luglio del 2008 allo Shepherd's Bush Empire, con una formazione rinnovata ad affiancare il solo Carl McCoy.
L'anno successivo vede il rientro dello storico bassista Tony Pettitt ad accompagnare la band nei vari tour celebrativi.

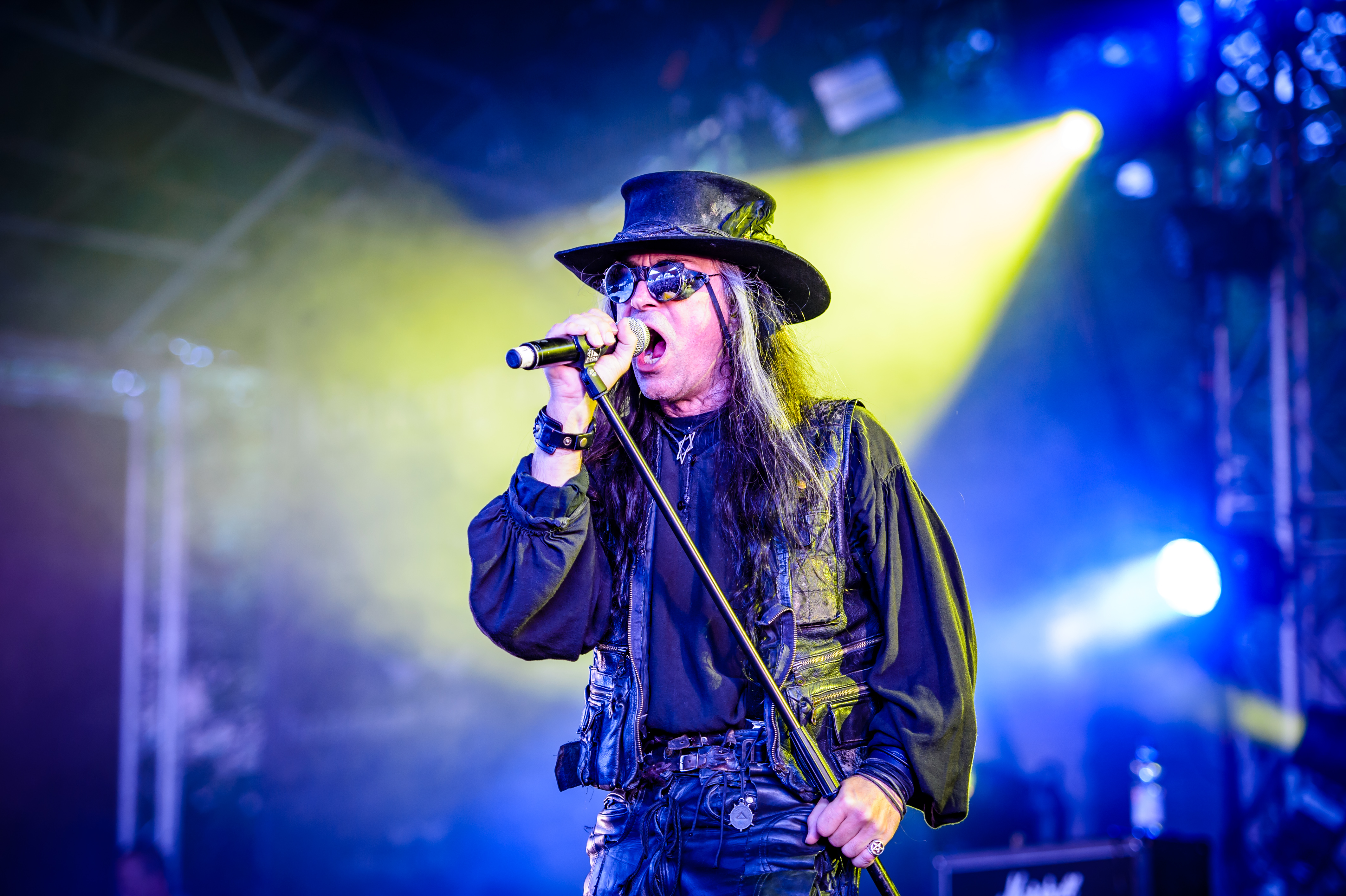
Carl McCoy

È il 17 marzo 2016 la data scelta per pubblicare via-digitale un nuovo inedito, intitolato Prophecy.

## Formazione

### Formazione attuale
- Carl McCoy – voce (1984-1991, 1997-presente)
- Gavin King – basso (2007-2008), chitarra (2008-presente)
- Andy James – chitarra (2013-presente)
- Tony Pettitt – basso (1984-1991, 1997-2002, 2013-presente)
- Lee Newell – batteria (2007-presente)

### Ex componenti
- Gary Wisker – sax (1984-1985)
- Paul Wright – chitarra (1984-1991, 1997-2000)
- Alexander "Nod" Wright – batteria (1985-1991, 1997-2000)
- Peter Yates – chitarra (1985-1991)
- Paul Chousiner – tastiere (1990-1991)
- John "Capachino" Carter – batteria (2000), basso (2008-2009)
- Simon Rippin – batteria (2000)
- Paul Miles – chitarra (2000)
- Gizz Butt – chitarra (2007)
- Steve Fox-Harris – chitarra (2007)
- Tom Edwards – chitarra (2008-2013)
- "Snake" – basso (2009-2013)

### Classica (1985-1991)
- Carl McCoy – voce
- Peter Yates – chitarra
- Paul Wright – chitarra
- Tony Pettitt – basso
- Alexander "Nod" Wright – batteria

### Mourning Sun
- Carl McCoy – voce, tastiere
- John "Capachino" Carter – basso, chitarra, batteria, tastiere
- Scarlett McCoy – cori
- Eden McCoy – cori

## Discografia

### Album in studio
- 1987 - Dawnrazor
- 1988 - The Nephilim
- 1990 - Elizium
- 2002 - Fallen
- 2005 - Mourning Sun

### Album dal vivo
- 1991 - Earth Inferno
- 2012 - Ceromonies (2008)

### EP
- 1985 - Burning the Fields
- 1986 - Returning to Gehenna

### Compilation
- 1991 - Laura (Returning to Gehenna + Burning the Fields)
- 1992 - BBC Radio 1 - Live in Concert (1988)
- 2001 - From Gehenna To Here (Burning the Fields + Returning to Gehenna)

### Raccolte
- 1993 - Revelations

### Box Set
- 2006 - Genesis & Revelation
- 2013 - 5 Albums

### Singoli
- 1986 - Power
- 1987 - Preacher Man
- 1987 - Blue Water
- 1987 - Dawnrazor (in Stati Uniti d'America)
- 1988 - Moonchild
- 1989 - Psychonaut
- 1990 - For Her Light
- 1990 - Sumerland
- 2000 - One More Nightmare
- 2002 - From The Fire
- 2005 - Straight To The Light
- 2016 - Prophecy (Download digitale)

### Demo
- 1985 - Fields of the Nephilim

### Rubicon
- 1992 - What Starts, Ends
- 1995 - Room 101

### The Nefilim
- 1996 - Zoon

### Sensorium
- 1997 - Jahazralah

### Last Rites
- 2001 - Guided By Light
- 2005 - The Many Forms

### NFD
- 2004 - No Love Lost
- 2006 - Dead Pool Rising
- 2008 - Deeper Visions
- 2013 - Reformations
- 2014 - Waking The Dead

### The Eden House
- 2009 - Smoke & Mirrors
- 2013 - Half Life

### XII
- 2015 - Moving In the Shadows

## Videografia

### Video
- 1988 - Forever Remain (Live at the Town and Country Club, London May 1988)
- 1989 - Morphic Fields (Collection of 4 promotional videoclips, 87-89)
- 1991 - Visionary Heads (Recorded live at Brixton Academy, London on 6 October 1990)
- 1993 - Revelations (Expanded rerelease of the Morphic Fields)
- 2002 - Revelations - Forever Remain - Visionary Heads (Collection of three videos + Bonus Tracks)
- 2008 - Paradise Regained (Live in Düsseldorf, 1991)